# Charles Denison

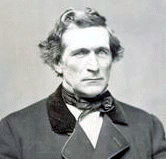
Charles Denison

Charles Denison (* 23. Januar 1818 in Wyoming Valley, Pennsylvania; † 27. Juni 1867 in Wilkes-Barre, Pennsylvania) war ein US-amerikanischer Politiker. Zwischen 1863 und 1867 vertrat er den Bundesstaat Pennsylvania im US-Repräsentantenhaus.

## Werdegang
Charles Denison war ein Neffe des Kongressabgeordneten George Denison (1790–1831). Er besuchte bis 1838 das Dickinson College in Carlisle Nach einem anschließenden Jurastudium und seiner 1840 erfolgten Zulassung als Rechtsanwalt begann er in Wilkes-Barre in diesem Beruf zu arbeiten. Gleichzeitig schlug er als Mitglied der Demokratischen Partei eine politische Laufbahn ein.
Bei den Kongresswahlen des Jahres 1862 wurde Denison im zwölften Wahlbezirk von Pennsylvania in das US-Repräsentantenhaus in Washington, D.C. gewählt, wo er am 4. März 1863 die Nachfolge von Hendrick Bradley Wright antrat. Nach zwei Wiederwahlen konnte er bis zu seinem Tod am 27. Juni 1867 im Kongress verbleiben. Diese Zeit war von den Ereignissen des Bürgerkrieges und dessen Folgen geprägt. Seit 1865 war die Arbeit des Kongresses von den Spannungen zwischen den Republikanern und Präsident Andrew Johnson belastet, die in einem nur knapp gescheiterten Amtsenthebungsverfahren gipfelten.